# Angriff auf Göteborg (1717)
1. Phase: Schwedische Dominanz (1700–1709)
Dänischer Kriegsschauplatz (1700)
Humlebæk • Tönning I 
Livländ./ Estnischer Kriegsschauplatz (1700–1708)
Riga I • Jungfernhof • Varja • Pühhajoggi • Narva • Petschora • Düna • Rauge • Erastfer • Hummelshof • Embach • Tartu • Narva II • Wesenberg I • Wesenberg II
Ingermanländ./ Finnischer Kriegsschauplatz (ab 1701)
Archangelsk • Ladogasee • Nöteborg • Nyenschanz • Newa • Systerbäck • Petersburg • Wyborg I • Porvoo • Newa II • Koporje II • Kolkanpää
Litauisch-weißrussischer Kriegsschauplatz (1702–1706)
Vilnius • Saladen • Jakobstadt • Gemauerthof • Mitau • Grodno I • Olkieniki • Njaswisch • Klezk • Ljachawitschy
Polnischer Kriegsschauplatz (1702–1706)
Klissow • Pułtusk • Thorn • Lemberg • Warschau • Posen • Punitz • Tillendorf • Rakowitz • Praga • Fraustadt • Kalisch 
Russischer Kriegsschauplatz (1708–1709)
Grodno II • Golowtschin • Moljatitschi • Rajowka • Lesnaja • Desna • Baturyn • Koniecpol • Weprik • Opischnja • Krasnokutsk • Sokolki • Poltawa I • Poltawa II
2. Phase: Schweden in der Defensive (1710–1721)
Baltischer und Finnischer Kriegsschauplatz (bis 1714)
Riga II • Wyborg II • Pernau • Kexholm • Reval • Hogland • Pälkäne • Storkyro • Nyslott • Hanko 
Schwed./Norwegischer Kriegsschauplatz (1710–1721)
Helsingborg • Køge-Bucht • Bottnischer Meerbusen • Frederikshald I • Dynekilen-Fjord • Göteborg I • Strömstad • Trondheim • Frederikshald II • Marstrand • Ösel • Göteborg II • Södra Stäket • Grönham • Sundsvall
Norddeutscher Kriegsschauplatz (1711–1716)
Elbing • Wismar I • Lübow • Stralsund I • Greifswalder Bodden I • Stade • Rügen • Gadebusch • Altona • Tönning II • Stettin • Fehmarn • Wismar II • Stralsund II • Jasmund • Peenemünde • Greifswalder Bodden II • Stresow 
Beim Angriff auf Göteborg vom 2. zum 3. Mai 1717 im Großen Nordischen Krieg versuchte eine dänische Flotte unter Kommando von Kapitän Peter Wessel Tordenskiold erfolglos den Hafen von Göteborg und die darin befindliche schwedische Flotte zu zerstören.

## Im Vorfeld

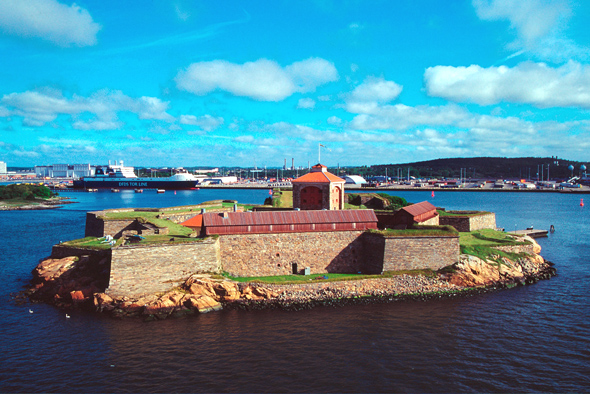
Nya Elfsborg in der Hafeneinfahrt von Göteborg

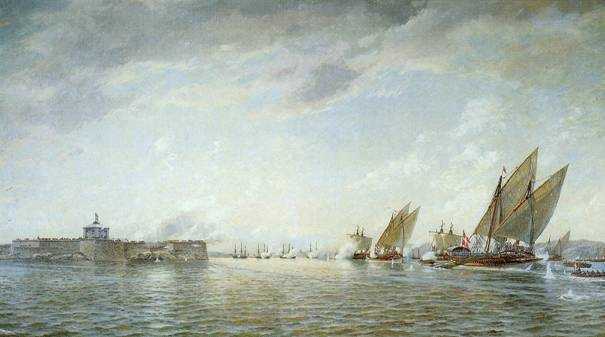
Dänischer Angriff auf Nya Elfsborg 1717

Die schwedische Flotte begann im Ostseeraum gezielt Handelsschiffe der verfeindeten Staaten und deren Partner zu kapern. Einer der Stützpunkte dieser Kaperflotten war der Hafen von Göteborg. Hier lag das Seegeschwader von Admiral Olof Stromstierna. Der Admiral hatte sich in den vergangenen Jahren einen Namen als Freibeuter gemacht. Durch seine Streifzüge waren mehrfach auch dänische Handelsschiffe aufgebracht worden. Die dänische Admiralität plante daher im Frühjahr 1717 einen Angriff auf die Häfen von Göteborg und Marstrand.
Den Angriffsplan von Göteborg erarbeitete der Kapitän Tordenskiold. Dieser hatte bereits einmal gegen den Admiral Stromstierna im Seegefecht im Dynekilen-Fjord gesiegt. Am 1. Mai lichtete die dänische Flottille vor Fladstrand an der jütländlichen Küste ihre Anker. Der Hafen von Göteborg war durch zwei Festungswerke geschützt. Die erste Festung trägt den Namen Nya Elfsborg. Diese Feste liegt direkt in der Einfahrt zum Hafen von Göteborg. Die Kanonen dieses Hornwerkes konnten den gesamten Küstenstreifen um die Stadt erreichen.
Die sogenannte Sammelselfsborg war die Hauptverteidigungsanlage Göteborgs. Außerdem waren zwei Küstenbatterien mit 12 und 16 Geschützen angelegt worden und auf dem Altweiberberg zwischen den beiden Festungswerken war eine sächsische Artilleriebatterie positioniert, welche die sächsischen Handelsinteressen in Göteborg sicherte. Sollte der Angriff glücken, musste der dänische Angriff das Überraschungsmoment ausnutzen, die Festung Nya Elfsborg unbemerkt passieren sowie deren Kanonen für einen späteren Rückzug unbrauchbar machen. Im Fall eines Gelingens wollte Tordenskiold in den Hafen eindringen und die ankernde Flotte anzünden.

## Der Angriff
Der Stückprahm Noah Ark war in einem sehr schlechten Zustand und konnte der Flottille nicht so schnell folgen. Sie erreichte erst mehrere Stunden später im Morgengrauen die Angriffsposition. Da die Dänen den Angriff ohne dieses wehrhafte Kriegsschiff nicht beginnen konnten, mussten sie die Zeit über vor der Küste kreuzen.
Dadurch wurde der ursprüngliche Plan hinfällig und die schwedischen Verteidiger nutzten den Zeitgewinn, um die Stadt in Gefechtsbereitschaft zu versetzen. Die Geschützbatterien wurden bemannt und entlang der Küste gingen die Garnisonstruppen in Stellung. Der Feldmarschall Mörner und der Erbprinz Friedrich von Hessen-Kassel leiteten die Verteidigung der Hafenanlagen. Der Erbprinz befehligte die Artillerie von Göteborg. Außerdem wurde der Hafen mit einer schweren Kette versperrt und mit eilig gefällten Baumstämmen zusätzlich blockiert. Admiral Stromstierna ließ seine Kriegsschiffe entlang der Hafenkette aufstellen, um die Angreifer mit der ganzen Breitseite zu treffen. Auf den dänischen Schiffen konnte man die Warnschüsse der Festungen hören, wodurch ihnen klar wurde, dass der Überraschungsangriff misslungen war.
Trotz der Verteidigungsmaßnahmen der Schweden begann die dänische Flotte in der folgenden Nacht mit dem Angriff auf den Hafen. Tordenskiold schickte die Noah Ark gegen die Festung Nya Elfsborg, um diese zu beschäftigen und der übrigen Flotte Deckung zu verschaffen. Die restliche Flotte passierte fast ohne Schäden diese Engstelle. Gegen ein Uhr lag die ganze dänische Flotte vor der Hafeneinfahrt. Es entwickelte sich ein heftiges Artillerieduell zwischen den Flotten. Tordenskiold wechselte in diesem Kampf mehrfach das Schiff, um direkt Befehle an seine Offiziere richten zu können. Eine Galeere wurde manövrierunfähig und eine zweite Galeere wurde von zwei 36-Pfund-Kanonenkugeln durchbohrt und sank sofort.
Trotz aller Anstrengungen war es nicht möglich, die schwedische Flotte zu passieren, und die Küstenbatterien feuerten ebenfalls so präzise, dass die dänischen Kanoniere Probleme hatten, dem Feuer standzuhalten. Das Gefecht dauerte etwa fünf Stunden. Dann gab der dänische Kommandeur den Befehl zum Rückzug. Begünstigt durch einen nach Nordost gedrehten Wind segelte die dänische Flotte auf das offene Meer.
Der Prahm Noah Ark sicherte den Rückzug und lieferte sich noch ein kleineres Gefecht mit zwei schwedischen Fregatten, welche versuchten das Schiff zu entern.

## Die Folgen
Der Angriff auf Göteborg versetzte die Schweden in Alarmbereitschaft. Stromstierna, der den dänischen Kapitän gut kannte, wusste, dass dieser wiederkommen würde. Deshalb ließ er die Befestigungen verstärken und begann mit Erkundungsfahrten entlang der dänischen Küste, um einen erneuten Angriff auf Göteborg frühzeitig zu entdecken.